# Charles Mason
Charles Mason (født 1728, død 1786) var en engelsk astronom.
Efter i en årrække at have arbejdet på Royal Greenwich Observatory blev han sammen med sin landsmand, landmåleren Jeremiah Dixon, sat i spidsen for arbejdet med at fastlægge grænsen mellem Maryland og Pennsylvania i USA. Grænsen er siden blevet kaldt Mason-Dixon line.
Mason og Dixon havde tidligere arbejdet sammen om at observere Venuspassagen fra Kapstaden.
De to lægger navn til Thomas Pynchons roman fra 1997 Mason & Dixon.
Masonkrateret på månen er opkaldt efter Charles Mason.